# Centro de Investigación en Matemáticas
El  Centro de Investigación en Matemáticas A.C. (CIMAT) es un centro de investigación y docencia matemática. El centro fue creado en 1980 en la ciudad de Guanajuato, México y pertenece al sistema de instituciones educativas públicas de México, así como a la Red de Centros de Investigación del CONACyT.
Considerando la cantidad de investigaciones que realiza, se le puede considerar entre las instituciones más prestigiadas de su tipo en México. Esto ha generado en CIMAT una masa crítica de grupos de alto desempeño científico, por lo que se ha convertido en un núcleo de desarrollo en creciente consolidación. También está dedicado a la generación, la transmisión y la aplicación del conocimiento en sectores especializados, tanto como a la formación de recursos humanos de alto nivel en las áreas de matemáticas puras, probabilidad, estadística, matemáticas aplicadas y ciencias de la computación.
El CIMAT se integra por personal del más alto nivel y tiene una orientación de excelencia tanto para la contratación de su personal como para el desarrollo de sus programas docentes. Más del 80 % de sus investigadores pertenece al Sistema Nacional de Investigadores y el 100 % tiene al menos el grado de doctorado (Ph.D.).
Sus programas educativos son considerados de muy alta calidad y actualmente confluyen en ellos más de 200 estudiantes tanto del país como del extranjero. Entre estos se encuentran programas de maestría y de doctorado en áreas tales como Probabilidad y Estadística, Computación, Ingeniería de Software, Matemáticas Básicas y Matemáticas Aplicadas. Además, su planta de investigadores colabora con docencia en la Facultad de Matemáticas de la Universidad de Guanajuato, que ofrece las licenciaturas en matemáticas y en computación bajo los mismos estándares de excelencia del CIMAT. Ambos programas han alcanzado un nivel de reconocimiento que incluso rebasa el ámbito nacional, toda vez que sus resultados indican que prácticamente la totalidad de los alumnos que se gradúan anualmente son admitidos en programas de posgrado de excelencia, tanto en prestigiosas instituciones del extranjero (como el Courant Institute, New York University, École Polytechnique, Cornell University, Freie Universität Berlin, IMPA, Princeton y Harvard), como en las reconocidas instituciones nacionales (como la UNAM y en el propio CIMAT).

## Unidades CIMAT
El centro cuenta con las siguientes unidades en el territorio mexicano:
- Aguascalientes
- Guanajuato (central)
- Mérida Archivado el 9 de agosto de 2018 en Wayback Machine.
- Monterrey
- Zacatecas

## Departamentos
Temáticamente, el CIMAT está organizado en tres áreas formadas por diversos grupos:
- Matemáticas puras y aplicadas. Los grupos de investigación están dedicados a las siguientes áreas:
  - geometría diferencial
  - geometría algebraica
  - sistemas dinámicos
  - análisis funcional
  - topología
  - geometría combinatoria
  - matemáticas aplicadas.
- Probabilidad y estadística. Los investigadores de esta área están dedicados a la 
  - estadística aplicada
  - los procesos estocásticos y
  - la inferencia estadística.
- Ciencias computacionales. Esta área incluye grupos de investigación en 
  - robótica
  - cómputo matemático e
  - ingeniería de software.